# Sally Fairfax

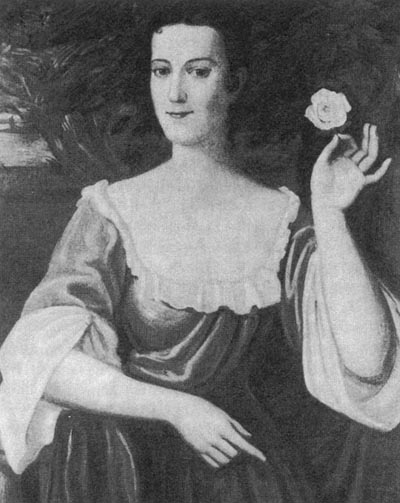
Sally Fairfax (ca. 1750)

Sarah Cary bekannt als „Sally“ Fairfax (* um 1730; † 1811 in Bath) war eine US-amerikanische Pflanzerin aus dem Bundesstaat Virginia. Bekannt wurde sie für ihre Beziehung zum späteren Präsidenten der Vereinigten Staaten George Washington.

## Leben
Sally Fairfax stammte aus einer der ältesten und reichsten Familien Virginias. Einer ihrer Vorfahren war Miles Carey, der aus Bristol Mitte des siebzehnten Jahrhunderts nach Amerika kam und sich zu einem Virginiaedelmann etablierte. Ihr Vater, Colonel Wilson Cary, ein Mitglied des House of Burgesses, erbte eines von Virginias größten Vermögen und den Familienbesitz Ceelys on the James. Über seine Frau Sarah, Sallys Mutter, ist nur wenig bekannt. Die älteste der vier Töchter von Colonel Cary, Sally, war sehr begehrt und war die Grande Belle der Gesellschaft von Virginia. Sie hatte viele Verehrer und schließlich gewann George William Fairfax ihre Gunst. Laut den Berichten von Wilson Miles Cary, einem Schriftsteller und Familienhistoriker, wurde die Hochzeit im Dezember 1748 in der Virginian Gazette bekanntgegeben. Nach ihrer Hochzeit zogen Sally und George William auf die Plantage Belvoir, die von seinem Vater Colonel William Fairfax in den frühen 1740er Jahren aufgebaut worden war.
Die Familie Fairfax stellte, genau wie die Familie Cary, ein Überbleibsel des europäischen Feudalismus und englischen Aristokratie dar. Die Mitglieder der Familie hielten die Zügel der sozialen und politischen Macht Virginias in ihren Händen.
George Williams Schwester Anne Fairfax heiratete Lawrence Washington, kurz nachdem ihr Bruder geheiratet hatte. Der junge George Washington, der Halbbruder von Lawrence, begann regelmäßig Belvoir zu besuchen. Lawrence wollte seinen Bruder unterstützen und brachte George deshalb mit George William zusammen. Es entstand eine Freundschaft zwischen den beiden Männern, obwohl George William wesentlich älter war. Eine Beziehung entstand auch zwischen Sally Fairfax und George Washington. Sally hatte sich, gefördert von ihrem Vater, zu einer hochgebildeten jungen Frau entwickelt. Als junger Mann mit begrenzter Bildung und einer niedrigen Stellung innerhalb der gesellschaftlichen Leiter, war Washington beeindruckt von dieser intelligenten, bekannten und attraktiven Frau. Sie war der Schlüssel zu der Inspiration des zukünftigen Präsidenten der Vereinigten Staaten, selbst die gesellschaftliche, kulturelle und intellektuelle Leiter aufzusteigen, was sich auch in der zunehmenden Kultiviertheit seiner Briefe an sie zeigte.
Washington schrieb einige bekannte Briefe an Sally, so beispielsweise 1758:

“Tis true, I profess myself a Votary to Love […] I feel the force of her amiable beauties in the recollection of a thousand tender passages that I wish to obliterate, till I am bid to revive them – but experience alas! Sadly reminds me how Impossible this is.”

In einem anderen Brief machte er eine Anspielung auf die literarische Gestalt Juba, den Prinzen von Numidia, der Catos Tochter Marcia liebt, aus dem Stück Cato the Younger von Joseph Addison. Diese Mehrdeutigkeiten machen es für Historiker heute schwierig, den wahren Charakter der Beziehung zwischen den beiden zu deuten und sie bleibt auch bis heute unbekannt.
Trotz der Begeisterung, die Sally und der junge Washington teilten, stimmte die verbotene Versuchung Sally nicht mit den hochfliegenden Grundsätzen überein, die Washington sich selbst auferlegt hatte. Washington heiratete die reiche Witwe Martha Dandridge Custis. Zunächst wahrscheinlich mit der Absicht seinen gesellschaftlichen Status zu erhöhen, aber die Verbindung scheint trotzdem glücklich verlaufen zu sein. Sally und George William waren häufig zu Besuch auf dem Landsitz der Washingtons Mount Vernon, was wohl ein stillschweigendes Einverständnis der Ehepartner miteinschloss, verschiedene Indiskretionen höflich zu ignorieren.
Die glückliche Viersamkeit endete 1773 mit dem Beginn der Unruhen vor dem Unabhängigkeitskrieg. Als Loyalist, also treuer Anhänger der britischen Krone, hatte George William vorgehabt, nach dem Ende der Revolte wieder nach Amerika zurückzukehren, aber der Erfolg der Revolution hielt George William und Sally von der Rückkehr ab. Er starb 1787 und Sally lebte bis zu ihrem Tod 1811 allein.
Am Ende gab es Zeichen des Bedauerns von Seiten Sallys. Sie schrieb 1788 an ihre Schwägerin:

“I know now that the worthy man is to be preferred to the high-born who has not merit to recommend him […] when we enquire into the family of these mighty men we find them the very lowest of people.”

Auch Washington gab in einem Brief an Sally zu, dass sie die Leidenschaft seiner Jugend war und teilte ihr mit:

“never been able to eradicate from my mind those happy moments, the happiest in my life, which I have enjoyed in your company.”

Aufgrund der aktuellen Analysen der vorhandenen Dokumente, ist die Beweislage für eine Affäre zwischen Sally Fairfax und George Washington sehr dünn, es gibt Zweifel darüber, wie die Wahrheit, bei all den Klatschgeschichten, tatsächlich ausgesehen hat. Doch weisen die Briefe darauf hin, dass eine tiefe Beziehung zwischen den beiden bestanden hat.